# Tomás Navarro Tomás
Tomás Navarro Tomás (La Roda, província d'Albacete, 1884 - Northampton, Massachusetts, Estats Units, 1979) va ser un eminent filòleg i lingüista espanyol que va dirigir l'elaboració de l'Atlas Lingüístico de la Península Ibérica.

### L'Atles de la península Ibèrica
A més del laboratori de fonètica experimental del Centro de Estudios Históricos, també va dirigir l'Atlas Lingüístico de la Península Ibérica, amb els enquestadors següents: Aurelio Espinosa fill, Lorenzo Rodríguez-Castellano, Manuel Sanchis Guarner, Francesc de Borja Moll, Aníbal Otero, Rodrigo de Sa Nogueira i Armando Nobre de Gusmão (Luís F. Lindley Cintra es va incorporar al projecte entre 1952 i 1954, quan s'acabaven les enquestas a Portugal). Entre els seus estudiants al Centro de Estudios Históricos cal esmentar també María Josefa Canellada i Alonso Zamora Vicente, matrimoni de dialectòlegs famosos després.
Amb Eduardo Martínez Torner, un musicòleg que recollia la música tradicional de l'estat, van compilar entre 1931 i 1933 el Archivo de la Palabra Arxivat 2016-03-03 a Wayback Machine. on es van enregistrar les veus de personatges públics destacats.
Els treballs que va publicar a conseqüència de les enquestes de l'Atlas van anar ampliant la coneixença de la dialectologia espanyola: entre moltes altres realitzacions, el 1933 va publicar amb Aurelio Espinosa fill i Lorenzo Rodríguez-Castellano una obra clau per a la dialectologia espanyola: La frontera del andaluz.
Fou admès a l'Academia de la Lengua Española el 1935 i el seu discurs va tenir per títol El Acento Castellano, manifestant la seua preocupació per la pèrdua de l'entonació i norma ortològica del castellà per culpa de tendències andalusitzants degudes al cinema. Fou a més director de la Biblioteca Nacional de España entre 1936 i 1939, i responsable de salvar gran part del tresor bibliogràfic del país durant el bombardeig de Madrid durant la guerra civil espanyola.

### Exili
El gener de 1939 fugí d'Espanya amb d'altres intel·lectuals republicans, com per exemple Antonio Machado, refugiant-se a l'estat francès. Després de la Guerra Civil es va exiliar amb la seua família als Estats Units i ocupà la càtedra de Filologia Hispànica de la Universitat de Colúmbia (a Nova York) fins a la seua jubilació.
El 1944 va publicar el Manual de entonación española i el 1946 els Estudios de fonología española.
El 1948 va publicar El español en Puerto Rico, primer estudi de geografia lingüística d'un país hispanoamericà amb materials d'enquestes fetes entre 1927 i 1928.
El 1951 va tornar els diversos materials de l'Atles, que havia emportat amb ell a l'exili per a preservar-los. El 1962 aparegué a Madrid el primer tom de l'Atlas Lingüístico de la Península Ibérica. Els altres materials fins ara romanen inèdits.
Va escriure també un estudi fonamental sobre versificació: Métrica española. Reseña histórica y descriptiva (1956). En aquesta obra estudiava, a més de les característiques del vers espanyol i de la seua escansió, l'evolució de les diverses varietats d'aquest i les seues estrofes, i el ritme accentual característic de cadascun d'ells. Un epítom d'aquesta feina es publicà dos anys després amb el títol Arte del verso (1959).
Un dels fruits de les seues recerques als arxius de nombrosos pobles d'Osca abans de la Guerra Civil és el volum Documentos lingüísticos del Alto Aragón (1957). A l'exili va ser cofundador de la Academia Norteamericana de la Lengua Española.
Després d'una feina intensa a l'exili, va morir als Estats Units quan tenia 95 anys.

## Obres
- Manual de Pronunciación Española (1918)
- Manual de Entonación Española (1948)
- Estudios de Fonología Española (1946)
- Métrica Española (1956)
- Arte del Verso (1959)
- El Español de Puerto Rico (1948)
- Documentos lingüísticos del Alto Aragón (1957)
- Atlas Lingüístico de la Península Ibérica (1962)